# 善村龙王庙
善村龙王庙，位于山西省长治市长子县南陈乡善村，是一处山西省文物保护单位。
2021年8月4日，善村龙王庙公布为第六批山西省文物保护单位，年代为元、清，古建筑类，编号6-166。